# Obira

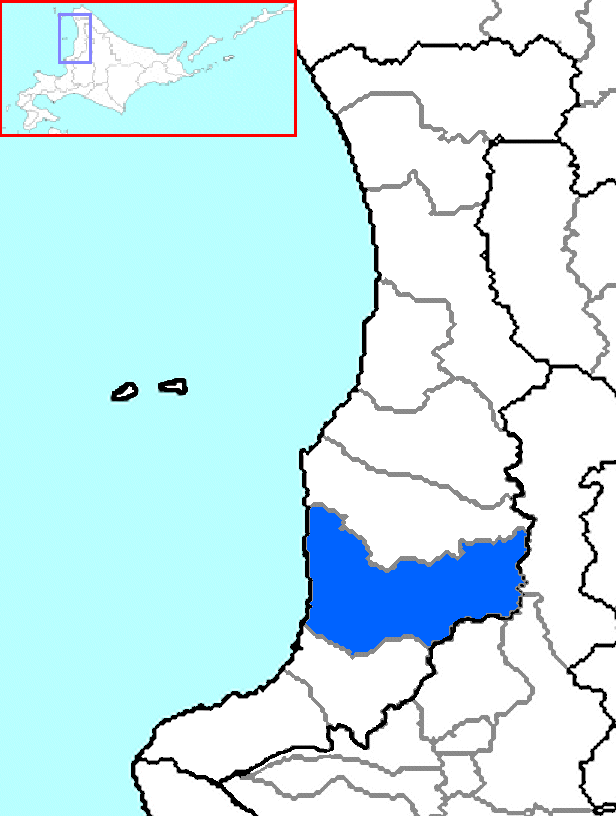

Obira (小平町, Obira-čó) je město nacházející se v kraji Rumoi, Rumoi, Hokkaidō, Japonsko.
Roku 2007 zde žilo podle odhadu 4010 obyvatel při hustotě zalidnění 6.91 osob na km². Celková rozloha města je 627,29 km².